# Rasa de l'Obaga de Cal Nicolau
La Rasa de l'Obaga de Cal Nicolau és un torrent afluent per la dreta de la Riera de Vallmanya, al Solsonès.

## Municipis per on passa
El curs de la Rasa de l'Obaga de Cal Nicolau transcorre íntegrament pel terme municipal de Pinós.

## Xarxa hidrogràfica
La xarxa hidrogràfica de la Rasa de l'Obaga de Cal Nicolau està constituïda per 14 cursos fluvials que sumen una longitud total de 5.229 m.

### Distribució municipal
El conjunt de la seva xarxa hidrogràfica transcorre íntegrament pel terme municipal de Pinós.